# 진리표
진리표(眞理表)는 모든 명제 및 그 조합의 불 함수에 대한 입출력 결과, 즉 진릿값을 기록한 표이다.
예를 들어, 2개의 명제 P, Q의 논리곱 ‘{\displaystyle P\land Q}’의 경우, 아래와 같은 진리표가 성립한다.
| 명제 P | 명제 Q | P ∧ Q |
| ------ | ------ | ----- |
| 참     | 참     | 참    |
| 참     | 거짓   | 거짓  |
| 거짓   | 참     | 거짓  |
| 거짓   | 거짓   | 거짓  |

덧붙여서, 이 표에서는 참·거짓으로 표기되어 있지만, T·F나 1·0 등으로 표기하는 경우도 있다.

## 역사
루트비히 비트겐슈타인이 1921년 출판한 논리 철학 논고에서 진리 함수를 논할 때 사용하면서 널리 알려지게 되었다. 다만 본래 찰스 샌더스 퍼스 등 다른 논리학자들도 초기적 형태를 고안한 바 있으며, 에밀 포스트 역시 비트겐슈타인과는 독립적으로 진리표 체계를 완성하였었다.

## 같이 보기
- 진리값
- 카르노 맵
- 불 대수
- 벤 다이어그램